# Jindřichův Hradec-i járás

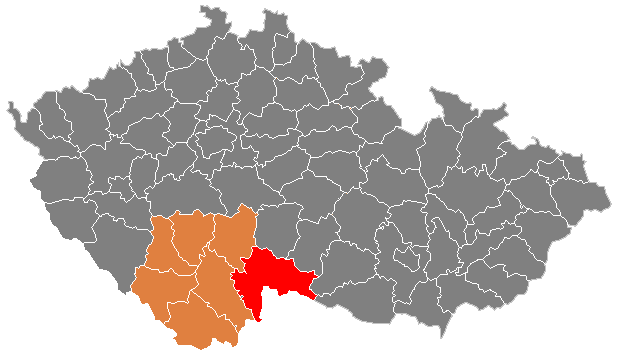
A Jindřichův Hradec-i járás

A Jindřichův Hradec-i járás (csehül: Okres Jindřichův Hradec) közigazgatási egység Csehország Dél-csehországi kerületében. Székhelye Jindřichův Hradec. Lakosainak száma 93 795 fő (2009). Területe 1943,69 km². Szomszédos járások: České Budějovice-i járás, Tábori járás.

## Városai, mezővárosai és községei
A városok félkövér, a mezővárosok dőlt, a községek álló betűkkel szerepelnek a felsorolásban.
Báňovice •
Bednárec •
Bednáreček •
Blažejov •
Bořetín •
Březina •
Budeč •
Budíškovice •
Cep •
Červený Hrádek •
České Velenice •
Český Rudolec •
Chlum u Třeboně •
Číměř •
Cizkrajov •
Člunek •
Dačice •
Dešná •
Deštná •
Dívčí Kopy •
Dobrohošť •
Dolní Pěna •
Dolní Žďár •
Domanín •
Doňov •
Drunče •
Dunajovice •
Dvory nad Lužnicí •
Frahelž •
Hadravova Rosička •
Halámky •
Hamr •
Hatín •
Heřmaneč •
Horní Meziříčko •
Horní Němčice •
Horní Pěna •
Horní Radouň •
Horní Skrýchov •
Horní Slatina •
Hospříz •
Hrachoviště •
Hříšice •
Jarošov nad Nežárkou •
Jilem •
Jindřichův Hradec •
Kačlehy •
Kamenný Malíkov •
Kardašova Řečice •
Klec •
Kostelní Radouň •
Kostelní Vydří •
Kunžak •
Lásenice •
Lodhéřov •
Lomnice nad Lužnicí •
Lužnice •
Majdalena •
Nová Bystřice •
Nová Olešná •
Nová Včelnice •
Nová Ves nad Lužnicí •
Novosedly nad Nežárkou •
Okrouhlá Radouň •
Peč •
Písečné •
Pístina •
Plavsko •
Pleše •
Pluhův Žďár •
Polště •
Ponědraž •
Ponědrážka •
Popelín •
Příbraz •
Rapšach •
Ratiboř •
Rodvínov •
Roseč •
Rosička •
Slavonice •
Smržov •
Staňkov •
Staré Hobzí •
Staré Město pod Landštejnem •
Stráž nad Nežárkou •
Stříbřec •
Střížovice •
Strmilov •
Studená •
Suchdol nad Lužnicí •
Světce •
Třebětice •
Třeboň •
Újezdec •
Velký Ratmírov •
Vícemil •
Višňová •
Vlčetínec •
Volfířov •
Vydří •
Záblatí •
Záhoří •
Zahrádky •
Žďár •
Županovice

## Fordítás
- Ez a szócikk részben vagy egészben  a   Jindřichův Hradec District című angol Wikipédia-szócikk ezen változatának fordításán alapul.  Az eredeti cikk szerkesztőit annak laptörténete sorolja fel. Ez a jelzés csupán a megfogalmazás eredetét és a szerzői jogokat jelzi, nem szolgál a cikkben szereplő információk forrásmegjelöléseként.
- Ez a szócikk részben vagy egészben  az   Okres Jindřichův Hradec című cseh Wikipédia-szócikk ezen változatának fordításán alapul.  Az eredeti cikk szerkesztőit annak laptörténete sorolja fel. Ez a jelzés csupán a megfogalmazás eredetét és a szerzői jogokat jelzi, nem szolgál a cikkben szereplő információk forrásmegjelöléseként.